# Trichoplusia circumscripta
Trichoplusia circumscripta là một loài bướm đêm trong họ Noctuidae.